# Aleochara suffusa
Aleochara suffusa (лат.) — вид коротконадкрылых жуков из подсемейства Aleocharinae. Обитает в Северной Америке.

## Распространение
Канада (Альберта, Британская Колумбия, Квебек, Саскачеван), США  (Аляска, Аризона, Вайоминг, Колорадо, Нью-Мексико). До высоты 3230 м.

## Описание
Мелкие коротконадкрылые жуки, длина тела 2,8 — 4,0 мм. Голова поперечная. Основная окраска тёмно-коричневая. Опушение желтовато-коричневое. Тело плотно пунктированное. Усики 11-члениковые. Передние, средние и задние лапки 5-члениковые (формула 5-5-5). Нижнечелюстные щупики состоят из 4 члеников (с 5-м псевдосегментом), а нижнегубные — из 3 (с 4-м псевдосегментом). Активны c февраля по октябрь.
Вид был впервые описан в 1906 году, а его валидный статус подтверждён в 2016 году канадскими энтомологами Яном Климашевским (англ. Jan Klimaszewski; Laurentian Forestry Centre, Онтарио, Канада) и Дэвидом Ларсоном (David J. Larson).